# Campeonato Mundial de Baloncesto Femenino de 1986
El X Campeonato Mundial de Baloncesto Femenino se celebró en la URSS entre el 8 y el 17 de agosto de 1986, bajo la organización de la Federación Internacional de Baloncesto (FIBA) y la Federación Soviética de Baloncesto.
Un total de doce selecciones nacionales de cinco confederaciones continentales compitieron por el título de campeón mundial, cuyo anterior portador era el equipo de la Unión Soviética, vencedor del Mundial de 1983. 
La selección de los Estados Unidos se adjudicó la medalla de oro al derrotar en la final al equipo anfitrión con un marcador de 108-88. En el partido por el tercer puesto el conjunto de Canadá venció al de Checoslovaquia.

## Organización

### Sedes
| Foto | Grupo      | Ciudad | Instalación                      |
| ---- | ---------- | ------ | -------------------------------- |
|      | A          | Minsk  | Palacio de Deportes              |
|      | B          | Vilna  | Palacio de Conciertos y Deportes |
|      | Fase final | Moscú  | Estadio Olimpiski                |

### Grupos
| Grupo A       | Grupo B        |
| ------------- | -------------- |
| URSS          | Estados Unidos |
| Bulgaria      | Checoslovaquia |
| Canadá        | China          |
| Brasil        | Australia      |
| Corea del Sur | China Taipéi   |
| Cuba          | Hungría        |

## Primera fase

### Grupo A
| Equipo        | J | G | P | PF  | PC  | DP  | PTS |
| ------------- | - | - | - | --- | --- | --- | --- |
| URSS          | 5 | 5 | 0 | 450 | 360 | +90 | 10  |
| Canadá        | 5 | 4 | 1 | 343 | 326 | +17 | 9   |
| Cuba          | 5 | 3 | 2 | 397 | 358 | +39 | 8   |
| Bulgaria      | 5 | 2 | 3 | 361 | 373 | -12 | 7   |
| Corea del Sur | 5 | 1 | 4 | 279 | 371 | -92 | 6   |
| Brasil        | 5 | 0 | 5 | 389 | 431 | -42 | 5   |

- Resultados

| Fecha | Partido¹      | Partido¹ | Partido¹      | Resultado |
| ----- | ------------- | -------- | ------------- | --------- |
| 08.08 | Canadá        | -        | Bulgaria      | 67-63     |
| 08.08 | URSS          | -        | Brasil        | 103-95    |
| 08.08 | Corea del Sur | -        | Cuba          | 55-83     |
| 09.08 | Brasil        | -        | Bulgaria      | 72-82     |
| 09.08 | Corea del Sur | -        | Canadá        | 49-55     |
| 09.08 | URSS          | -        | Cuba          | 86-82     |
| 10.08 | Brasil        | -        | Corea del Sur | 69-71     |
| 10.08 | Cuba          | -        | Canadá        | 62-63     |
| 10.08 | URSS          | -        | Bulgaria      | 94-66     |
| 12.08 | Cuba          | -        | Brasil        | 93-78     |
| 12.08 | URSS          | -        | Canadá        | 77-76     |
| 12.08 | Bulgaria      | -        | Corea del Sur | 74-63     |
| 13.08 | Canadá        | -        | Brasil        | 82-75     |
| 13.08 | URSS          | -        | Corea del Sur | 90-41     |
| 13.08 | Bulgaria      | -        | Cuba          | 76-77     |

- (¹) – Todos en Minsk.

### Grupo B
| Equipo         | J | G | P | PF  | PC  | DP   | PTS |
| -------------- | - | - | - | --- | --- | ---- | --- |
| Estados Unidos | 5 | 5 | 0 | 447 | 300 | +147 | 10  |
| Checoslovaquia | 5 | 4 | 1 | 358 | 334 | +24  | 9   |
| China          | 5 | 3 | 2 | 408 | 344 | +64  | 8   |
| Hungría        | 5 | 2 | 3 | 343 | 380 | -37  | 7   |
| Australia      | 5 | 1 | 4 | 297 | 342 | -45  | 6   |
| China Taipéi   | 5 | 0 | 5 | 269 | 422 | -153 | 5   |

- Resultados

| Fecha | Partido¹       | Partido¹ | Partido¹       | Resultado |
| ----- | -------------- | -------- | -------------- | --------- |
| 08.08 | Australia      | -        | Hungría        | 77-79     |
| 08.08 | Estados Unidos | -        | China Taipéi   | 105-52    |
| 08.08 | China          | -        | Checoslovaquia | 74-80     |
| 09.08 | China Taipéi   | -        | Hungría        | 57-77     |
| 09.08 | China          | -        | Australia      | 77-57     |
| 09.08 | Estados Unidos | -        | Checoslovaquia | 89-61     |
| 10.08 | China Taipéi   | -        | China          | 45-93     |
| 10.08 | Checoslovaquia | -        | Australia      | 55-50     |
| 10.08 | Estados Unidos | -        | Hungría        | 78-63     |
| 12.08 | Checoslovaquia | -        | China Taipéi   | 84-60     |
| 12.08 | Estados Unidos | -        | Australia      | 76-50     |
| 12.08 | Hungría        | -        | China          | 63-90     |
| 13.08 | Australia      | -        | China Taipéi   | 63-55     |
| 13.08 | Hungría        | -        | Checoslovaquia | 61-78     |
| 13.08 | Estados Unidos | -        | China          | 99-74     |

- (¹) – Todos en Minsk.

## Fase final
|  | Semifinales    | Semifinales  |    |        | Final          | Final        |  |
|  | 15 de agosto   | 15 de agosto |    |        | 17 de agosto   | 17 de agosto |  |
|  |                |              |    |        |                |              |  |
|  |                |              |    |        |                |              |  |
|  | Canadá         | 59           |    |        |                |              |  |
|  | Estados Unidos | 82           |    |        |                |              |  |
|  |                |              |    |        |                |              |  |
|  |                |              |    |        |                |              |  |
|  |                |              |    |        | Estados Unidos | 108          |  |
|  |                | URSS         | 88 |        |                |              |  |
|  |                |              |    |        |                |              |  |
|  |                |              |    |        |                |              |  |
|  |                |              |    |        | Tercer lugar   |              |  |
|  |                |              |    |        |                |              |  |
|  | URSS           | 78           |    | Canadá | 64             |              |  |
|  | Checoslovaquia | 67           |    |        | Checoslovaquia | 59           |  |

### Semifinales
| Fecha | Partido¹ | Partido¹ | Partido¹       | Resultado |
| ----- | -------- | -------- | -------------- | --------- |
| 15.08 | Canadá   | -        | Estados Unidos | 59-82     |
| 15.08 | URSS     | -        | Checoslovaquia | 78-67     |

- (¹) – En Moscú.

### Tercer lugar
| Fecha | Partido¹ | Partido¹ | Partido¹       | Resultado |
| ----- | -------- | -------- | -------------- | --------- |
| 17.08 | Canadá   | -        | Checoslovaquia | 64-59     |

- (¹) – En Moscú.

### Final
| Fecha | Partido¹       | Partido¹ | Partido¹ | Resultado |
| ----- | -------------- | -------- | -------- | --------- |
| 17.08 | Estados Unidos | -        | URSS     | 108-88    |

- (¹) – En Moscú.

### Partidos de clasificación
5.º a 8.º lugar
| Fecha | Partido¹ | Partido¹ | Partido¹ | Resultado |
| ----- | -------- | -------- | -------- | --------- |
| 15.08 | Bulgaria | -        | China    | 73-88     |
| 15.08 | Cuba     | -        | Hungría  | 74-72     |

- (¹) – En Moscú.

Séptimo lugar
| Fecha | Partido¹ | Partido¹ | Partido¹ | Resultado |
| ----- | -------- | -------- | -------- | --------- |
| 17.08 | Bulgaria | -        | Hungría  | 79-75     |

- (¹) – En Moscú.

Quinto lugar
| Fecha | Partido¹ | Partido¹ | Partido¹ | Resultado |
| ----- | -------- | -------- | -------- | --------- |
| 17.08 | China    | -        | Cuba     | 102-86    |

- (¹) – En Moscú.

## Medallero
| Estados Unidos | URSS | Canadá |

## Plantillas finalistas
- Estados Unidos:

Teresa Edwards, Kamie Ethridge,  Cindy Brown, Anne Donovan, Teresa Weatherspoon,  Cheryl Miller,  Fran Harris,  Clarissa Davis, Katrina McClain, Jennifer Gillom,  Cynthia Cooper, Suzie McConnell.  Seleccionador: Kay Yow.
- Unión Soviética:

Irina Guba, Irina Gerlic, Olesja Barel', Elena Tornikidou, Irina Sumnikova, Olga Yákovleva, Irina Minch, Ljudmyla Rogožyna, Elena Kaputskaja, Galina Kudrevatova, Larisa Kurikša, Svetlana Kuznetsova. Seleccionador: Leonid Jačmenev

## Estadísticas

### Clasificación general
| 1. Estados Unidos |
| 2. URSS           |
| 3. Canadá         |
| 4. Checoslovaquia |
| 5. China          |
| 6. Cuba           |
| 7. Bulgaria       |
| 8. Hungría        |
| 9. Australia      |
| 10. Corea del Sur |
| 11. Brasil        |
| 12. China Taipéi  |

### Máxima anotadora
| N.º | Jugadora                       | País    | Puntos |
| --- | ------------------------------ | ------- | ------ |
| 1   | Leonor Borrell                 | Cuba    | 187    |
| 2   | Zheng Haixia                   | China   | 182    |
| 3   | Maria Paula Gonçalves da Silva | Brasil  | 166    |
| 4   | Zsuzsanna Boksay               | Hungría | 137    |
| 5   | Hortência Marcari              | Brasil  | 129    |
| 5   | Qiu Chen                       | China   | 129    |

Fuente: 

### Equipo más anotador
| N.º | Equipo         | Puntos |
| --- | -------------- | ------ |
| 1   | Estados Unidos | 637    |
| 2   | URSS           | 616    |
| 3   | China          | 598    |
| 4   | Cuba           | 557    |
| 5   | Brasil         | 538    |

Fuente: 